# سيفال المراكز الدولية لتدريب العناصر الفاعلة المحلية

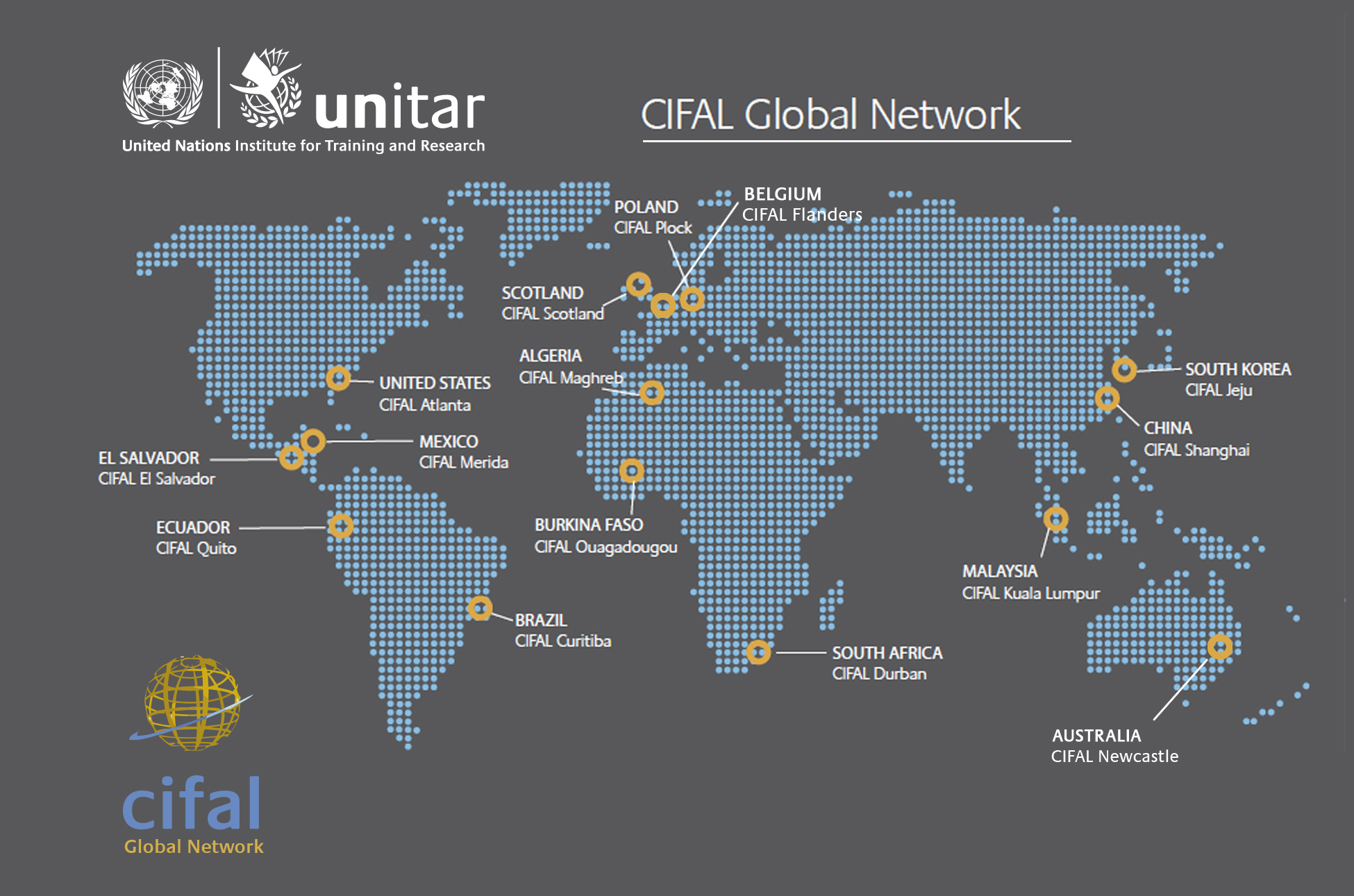

الشبكة الدولية لتدريب العناصر الفاعلة المحلية سيفال (بالفرنسية: Centre international de formation des autorités et leaders CIFAL) تنتمي إلى معهد الأمم المتحدة للتدريب والبحث UNITAR [الفرنسية].
تضم الشبكة 25 من المراكز الدولية للتدريب (CIFALs) وتهدف لتكون بمثابة منصة لبناء قدرات المسؤولين الحكوميين وقادة المجتمع المدني بشأن القضايا المتعلقة بالتنمية المستدامة، وكذلك في ما يخص الأهداف العالمية للأمم المتحدة. منذ إنشائها في عام 2003، قامت الشبكة بتدريب ما يزيد عن 60,000 مستفيدين من خلال أكثر من 600 تدريب وملتقيات لتبادل المعارف (الأرقام وفق إحصاءات ديسمبر 2015)، حيث قامت الشبكة بتدريب أكثر من 10000 مستفيد من 125 دولة في عام 2015.
يُعد كل مركز «سيفال» CIFAL منصة لبناء القدرات وتبادل المعرفة بين السلطات المحلية والإقليمية، والحكومات الوطنية، والمنظمات الدولية، والقطاع الخاص والمجتمع المدني. فهي تشكل موردا هاما في الجهود الطويلة الأجل للأمم المتحدة لتنفيذ أهداف التنمية المستدامة.

## النهج
الهدف الرئيسي من البرامج التدريبية CIFAL هو تطوير وبناء القدرات لتحسين تلبية التحديات التي تواجه التنمية. مراكز CIFAL تستند إلى نهج التمكين الذي يسعى إلى:
- تسهيل نقل المعرفة والخبرات وأفضل الممارسات بين المسؤولين الحكوميين وقادة القطاع الخاص والمجتمع المدني
- تحسين القدرات على أداء المهام ذات الصلة بصورة فعالة
- تشجيع التعاون وتطوير الشراكات بين أصحاب المصلحة المتعددين
- توفير فرص التواصل مما يؤدي إلى التعاون بين المدن
- المساهمة في تطوير الاستراتيجيات المحلية والوطنية

كل نشاط تعليمي وتدريبي لديها مجموعة متنوعة من مصادر التعلم يجمع بين المضمون الأساسي، وتمارين، والتقييم، والتعاون مع الأقران، النشاطات التفاعلية، والدروس التعليمية. تبعا لاحتياجات المستفيدين وأهداف التدريب، وتقدم الأنشطة في أشكال مختلفة: في الوجه، الظاهري، أو جنبا إلى جنب من خلال الجمع بين الصيغتين

## الوظيفة
مع سنة 2016 أصبحت شبكة سيفال تحظى بـ15 مركز متواجدون في إفريقيا، آسيا، أوروبا، أمريكا وأستراليا. كل مركز سيفال يمنخ تكوين متجدد في مجالات أساسية ذات الصلة بالتنمية المستدامة، ويعمل بمثابة مركز لتبادل المعرفة بين الممثلون الحكوميون، ممثلو القطاع الخاص، المجتمع المدني، المنظمات الغير الحكومية، المنظمات الدولية، المؤسسات التعليمية ومنظومة الأمم المتحدة.
يتخصص كل مركز سيفال في مجموعة من المجالات التي تم تحديدها حسب احتياجات وأولويات المناطق التي تتواجد فيها. مواضيع مجالات التكوين هي على التالي:
- الحوكمة الحضرية والتخطيط
- التنمية الاجتماعية
- الإدماج الاجتماعي
- الاستدامة البيئية

تسمح هذه البرامج التدريبية الوصول إلى المعرفة والموارد وأفضل الممارسات، وفي الوقت نفسه تعزيز التعاون بين أصحاب المصلحة المتعددين في دعم التنمية المستدامة.
- الشبكة العالمية سيفال (بالإنجليزي)
- الجدول الزمني لنشطات سيفال (بالإنجليزي)
- الشراكة من أجل التنمية المستدامة (بالإنجليزي)